# Mittelmeer-Rundfahrt
Die Mittelmeer-Rundfahrt (frz.: Tour méditerranéen, 2016 offiziell: La Méditerranéenne) war ein französisches Etappenrennen.
Die seit 1974 ausgetragene Radsportveranstaltung fand traditionell im Februar statt. Das Rennen bestand über längere Zeit aus fünf bis acht Etappen, die Start- und Zielorte befanden sich in der französischen Mittelmeerregion, in manchen Jahren mit Abstechern an die italienische Riviera. Einen Höhepunkt des Rennens bildete fast jedes Jahr der häufig als Zeitfahren ausgetragene Anstieg zum Mont Faron oberhalb von Toulon. Das Rennen war seit 2005 Bestandteil der UCI Europe Tour in der UCI-Kategorie 2.1.
Für 2012 wurde die Austragung zunächst abgesagt; als Grund wurden „Meldungsfehler“ beim französischen Radsportverband angegeben. Im Januar 2012 bestätigte die UCI die nachträgliche Aufnahme der Tour in den Rennkalender. Im Januar 2015 teilte die veranstaltende Agentur LNC mit, das für Februar geplante Rennen werde von fünf auf drei Tage verkürzt werden, bis schließlich Anfang Februar das Rennen aufgrund eines Finanzstreits gänzlich abgesagt wurde.
Nachdem die Mittelmeer-Rundfahrt (Tour méditerranéen cycliste professionnel) in den Vorjahren durch Südfrankreich geführt hatte, wurde das Rennen 2016 unter dem neuen Namen La Méditerranéenne als Dreiländerfahrt mit Etappen in Spanien, Frankreich und Italien wieder ausgetragen. Im Jahr 2017 wurde das Rennen abgesagt, da eine ausreichende Polizeimotorradbegleitung nicht sichergestellt war.

## Sieger
| Jahr | Sieger                 | Zweiter                | Dritter                |
| ---- | ---------------------- | ---------------------- | ---------------------- |
| 1974 | Charles Rouxel         | Cyrille Guimard        | Jack Mourioux          |
| 1975 | Joseph Bruyère         | Bernard Labourdette    | Patrick Perret         |
| 1976 | Roy Schuiten           | Roland Salm            | Michel Laurent         |
| 1977 | Eddy Merckx            | Wilfried Wesemael      | Jean Chassang          |
| 1978 | Gerrie Knetemann       | Joseph Bruyère         | Jean-Luc Vandenbroucke |
| 1979 | Michel Laurent         | Gerrie Knetemann       | Jos Schipper           |
| 1980 | Gerrie Knetemann       | Henk Lubberding        | Michel Laurent         |
| 1981 | Stefan Mutter          | Graham Jones           | Marcel Tinazzi         |
| 1982 | Michel Laurent         | Greg LeMond            | Raniero Gradi          |
| 1983 | Gerrie Knetemann       | Joop Zoetemelk         | Steven Rooks           |
| 1984 | Jean-Claude Bagot      | Stephen Roche          | Stefan Mutter          |
| 1985 | Phil Anderson          | Éric Caritoux          | Stephen Roche          |
| 1986 | Jean-François Bernard  | Joël Pelier            | Jean-Marie Grezet      |
| 1987 | Gerrit Solleveld       | Eric Van Lancker       | Francesco Moser        |
| 1988 | Jan Nevens             | Charly Mottet          | Luc Leblanc            |
| 1989 | Tony Rominger          | Luc Roosen             | Roland Le Clerc        |
| 1990 | Gérard Rué             | Tony Rominger          | Wjatscheslaw Jekimow   |
| 1991 | Phil Anderson          | Tony Rominger          | Julián Gorospe         |
| 1992 | Rolf Gölz              | Ronan Pensec           | Laurent Madouas        |
| 1993 | Charly Mottet          | Heinz Imboden          | Pascal Lance           |
| 1994 | Davide Cassani         | Jewgeni Bersin         | Laurent Brochard       |
| 1995 | Gianni Bugno           | Roberto Petito         | Davide Rebellin        |
| 1996 | Frank Vandenbroucke    | Fabio Baldato          | Wladimir Belli         |
| 1997 | Emmanuel Magnien       | Michele Bartoli        | Francesco Frattini     |
| 1998 | Rodolfo Massi          | Bo Hamburger           | Richard Virenque       |
| 1999 | Davide Rebellin        | Michael Boogerd        | Wladimir Belli         |
| 2000 | Laurent Jalabert       | Bobby Julich           | Jonathan Vaughters     |
| 2001 | Davide Rebellin        | David Moncoutié        | Laurent Brochard       |
| 2002 | Michele Bartoli        | Paolo Tiralongo        | Michael Boogerd        |
| 2003 | Paolo Bettini          | Laurent Brochard       | Sylvain Chavanel       |
| 2004 | Jörg Jaksche           | Ivan Basso             | Jens Voigt             |
| 2005 | Jens Voigt             | Fränk Schleck          | Franco Pellizotti      |
| 2006 | Cyril Dessel           | Alexander Botscharow   | Pietro Caucchioli      |
| 2007 | José Iván Gutiérrez    | Ricardo Serrano        | Wladimir Jefimkin      |
| 2008 | Alexander Botscharow   | David Moncoutié        | Michael Albasini       |
| 2009 | Luis León Sánchez      | Jussi Veikkanen        | Daniel Martin          |
| 2010 | Rinaldo Nocentini      | Maxim Iglinski         | Johnny Hoogerland      |
| 2011 | David Moncoutié        | Jean-Christophe Péraud | Wout Poels             |
| 2012 | Jonathan Tiernan-Locke | Michel Kreder          | Daniel Navarro         |
| 2013 | Thomas Lövkvist        | Jean-Christophe Péraud | Francesco Reda         |
| 2014 | Steve Cummings         | Jean-Christophe Péraud | Riccardo Zoidl         |